# LINDA.
LINDA. (geschreven in hoofdletters en met punt) is een in 2003 opgericht vrouwentijdschrift rondom (en in nauwe samenwerking met) tv-persoonlijkheid Linda de Mol. Elk nummer heeft een thema waarbij De Mol zelf op de omslag staat, in de stijl van het betreffende thema.
LINDA. wordt net als de tijdschrifttitels LINDA.meiden, LINDA.man, LINDA.wonen en L'HOMO uitgegeven door uitgeverij Mood for Magazines, een dochteronderneming van Talpa Network, het multimediale bedrijf van Linda's broer John de Mol.  Bij Mood for Magazines werken 53 personen. Het behaalde in 2018 een omzet van 27 miljoen euro.

## Geschiedenis
LINDA. werd in 2004 verkozen tot 'Tijdschrift van het Jaar' en kreeg hiervoor de Mercurprijs.
LINDA. kwam in 2010 in het nieuws toen een gigolo als welkomstgeschenk werd verloot. Over de prestaties van de mannelijke prostituees werd in de media geklaagd.
In november 2012 kwam het honderdste nummer uit. 
In maart 2019 verkocht Sanoma Mood for Magazines voor ruim 40 miljoen euro aan Talpa Network, Sanoma bezat 86% van de aandelen van Mood for Magazines. Mood for Magazines was een van de meest winstgevende onderdelen van Sanoma in Nederland.
Op 19 januari 2022 maakte de redactie van LINDA. bekend het thema van de voorjaarseditie aan te passen. Dit vanwege de rel rond The Voice. De editie die op 16 februari uit kwam had oorspronkelijk als thema Gelukkig gescheiden. Vanwege die reden stond De Mol dat jaar tijdelijk niet op de omslag.

## Oplage
Totaal betaalde gerichte oplage volgens HOI, Instituut voor Media Auditing.
- 2010: 168.092
- 2011: 189.321
- 2012: 198.979
- 2013: 201.198
- 2014: 221.077
- 2016: 233.466
- 2017: 231.100
- 2018: 223.145
- 2019: 211.782
- 2020: 199.154
- 2021: 192.630
- 2022: 161.114

## Speciale edities
- L'HOMO
- LINDA.mode
- LINDA.meiden
- LINDA.wonen
- LINDA.man
- TAART. (ter gelegenheid van de 90ste verjaardag van HEMA)

## Prijzen
In 2023 werd de Meester Kackadorisprijs van de Vereniging tegen de Kwakzalverij aan het blad toegekend omdat het blad "een betreurenswaardige mix van verstandige artikelen en gevaarlijke, onweersproken kwakzalverij biedt". In haar reactie op de prijs zegt het blad sinds januari 2023 disclaimers te plaatsen bij medisch gerelateerde artikelen en interviews. 

## Commotie
In augustus 2022 uitte Tatjana Almuli kritiek op LINDA. vanwege de cover van de september-editie. Het thema van de editie was 'borsten', en op de cover stonden uitsluitend bekende slanke vrouwen met kleine borsten: Geraldine Kemper, Fockeline Ouwerkerk, Romy Monteiro, Fajah Lourens, Lauren Verster, Gaby Blaaser, Marian Mudder, Joy Delima en Dilan Yurdakul.
In haar Instagram-stories stelde Almuli: "Veel magazines/platforms maken misschien een paar keer per jaar een diversiteitsnummer waar alle hokjes worden aangekruist. [...] Maar dit zou ieder nummer het geval moeten zijn als je werkelijk, systematisch verandering teweeg wil brengen. Vooral in zo'n groepsportret/reportage is het zó makkelijk om bijvoorbeeld ook dikke vrouwen of vrouwen met hele grote borsten, saggy boobs en vrouwen met een geamputeerde borst te includeren. Gemiste kans, but not surprised." 
Kemper reageerde op Almuli's kritiek door te stellen "de preutsheid in onze samenleving over borsten" erg belangrijk te vinden en zich de kritiek dan ook persoonlijk aan te trekken. Ze stelde  "Ik kan eigenlijk niet anders zeggen dan dat ze gelijk hebben. Als ik naar de cover kijk dan zie ik 8 prachtige vrouwen naast mij staan. Maar als je aan mij vraagt, vind je dit inclusief genoeg? Dan is het antwoord nee. En ik besef dat ik daar eerder over heb mogen nadenken." Vervolgens stelde ze dat ze met het thema alle vrouwen had willen aanspreken, maar dat het met deze cover klaarblijkelijk niet was gelukt. Overigens stelden sommige media onterecht dat Kemper haar excuses aanbood. Dit was niet het geval; Kemper is geen redactielid van LINDA. en dus niet verantwoordelijk voor de samenstelling.
Van degenen die naast Kemper stonden heeft niemand gereageerd op de ontstane commotie.
In het programma Spraakmakers op NPO Radio 1 reageerde hoofdredacteur Karin Swerink een dag later op de kritiek. Enerzijds sprak ze van een diverse editie, anderzijds stelde ze geen invloed te hebben op de vrouwen die gevraagd worden, en of ze wel of niet ingaan op een uitnodiging. Swerink gaf aan dat "heel veel vrouwen met verschillende maten" gevraagd waren voor de shot. Hiermee stelde ze indirect dat vrouwen met een maatje meer niet wilden meewerken, iets waar Almuli - gezien haar ervaringen - vooraf al voor vreesde. Wel gaf Swerink aan te snappen wat men bedoelt, "als ik naar de cover kijk". Desalniettemin vond ze het jammer dat de discussie op sociale media over diversiteit ging en niet over de werkelijke boodschap van het tijdschrift, namelijk: normalisering van vrouwenborsten in plaats van seksualisering. Ze benadrukte dat het themanummer hard nodig is, omdat de maatschappij zou verpreutsen.
Op Twitter werd redactiechef Rianne Meijer ondertussen overspoeld met reacties en voelde ze zich genoodzaakt haar account offline te halen. Haar vriend schermde zijn account af, nadat hij een tweet had geplaatst waarin hij sprak van "goed geslaagde tettenfoto's".